# Цой Олександр Вікторович
Олекса́ндр Ві́кторович Цой (26 липня 1985, Ленінград) — російський рок-музикант, композитор, дизайнер-оформлювач, колишній гітарист групи «Para bellvm».
Єдиний син лідера групи «Кіно» Віктора Цоя і його дружини Маріанни Цой.
Здійснював незаконну гастрольну діяльність в тимчасово окупованому Криму.

## Біографія
Олександр Цой народився в 1985 році в родині рок-музиканта Віктора Цоя і його дружини Маріанни Цой. Після того, як Віктор Цой пішов від дружини до Наталії Разлогової, Олександр залишився жити з матір'ю. Після загибелі Віктора Цоя в 1990 році Маріанна почала жити разом з Олександром Аксьоновим — музикантом групи «Об'єкт глузувань», який, за словами Олексія Вишні та Андрія Тропілло, може бути справжнім батьком Олександра. Однак друг Цоя режисер Рашид Нугманов стверджує, що Олександр у своїй зовнішності має риси Віктора. 
У 16 років Олександр поїхав до Москви, де жив і займався вебдизайном, а також вивчав англійську мову.
Маріанна Цой після смерті Віктора відсудила в музикантів групи «Кіно» авторські права на пісні групи й оформила їх на сина Олександра і компанію «Moroz Records».
У 2005 році Мар'яна Цой померла від пухлини мозку, і Олександр став жити з бабусею по материнській лінії.
Зі своїм дідусем Робертом Максимовичем Цоєм Олександр не підтримує теплих стосунків.
Надалі, щоб позбутися уваги журналістів і шанувальників батька, він узяв собі псевдонім Молчанов і зайнявся грою на гітарі в групі «Para bellvm», де брав участь у записі альбому «Книга царів». Займався оформленням обкладинок музичних альбомів. Заснував музичний клуб «da: da:».
У грудні 2010 року одружився з Оленою Осокиною. Примітно, що в цей же період учергове одружився і його дідусь — Роберт Максимович Цой.
У 2011 році, за повідомленнями ЗМІ, Олександр продав Олегу Тинькову для його банку «Тінькофф» права на пісню «Далі діяти будемо ми». Однак у своєму інтерв'ю Олександр розповів, що права на пісню продала без його згоди компанія «Музичне право», з якою він у судовому порядку намагається розірвати всі відносини. А до самого Олега Тинькова він ставиться негативно.
У 2012 році дав перше докладне й відкрите інтерв'ю про своє життя.
У 2014 році подав судовий позов проти депутата Держдуми Євгена Федорова, що звів наклеп на його батька. Однак жодних порушень у словах Євгена Федорова суд не знайшов. А сам Федоров спростував свої слова.
У 2014 році Рашид Нугманов оголосив про свої плани почати зйомки фільму «Цитадель смерті» за його спільним з Вільямом Гібсоном сценарієм (який спочатку писався під Віктора Цоя) і взяти на головну роль Олександра Цоя, який, у свою чергу, підтримав цю ідею.
3 серпня 2017 року представив пісню «Шепіт» свого нового сольного музичного проекту — «Ронін», в якому він є автором, музикантом і вокалістом. Текст пісні «Шепіт» написав ще у 18-річному віці. 3 вересня був випущений мініальбом «Опора», який містить у собі 5 пісень. У подальшому одним із учасників групи став Юрій Каспарян.
Позаштатний колумніст RT російською.
Одружений з Оленою Осокиною. Є дитина.

## Фільмографія
| Рік  |   | Українська назва                           | Оригінальна назва                          | Роль  |
| ---- | - | ------------------------------------------ | ------------------------------------------ | ----- |
| 1992 | ф | Останній герой                             | «Последний герой»                          | камео |
| 1996 | ф | Сонячні дні                                | «Солнечные дни»                            | камео |
| 2005 | ф | Життя як кіно                              | «Жизнь как кино»                           | камео |
| 2006 | ф | Просто хочеш ти знати                      | «Просто хочешь ты знать»                   | камео |
| 2008 | ф | Ялинова субмарина: Віктор Цой. Діти хвилин | «Еловая субмарина: Виктор Цой. Дети минут» | камео |
| 2009 | ф | Останній герой. Двадцять років потому      | «Последний герой: Двадцать лет спустя»     | камео |
| 2012 | ф | Цой — Кіно                                 | «Цой — Кино»                               | камео |